# Aden (rappare)
Aden Abdulgadir Hussein, känd som Aden, född 17 augusti 1996 i Angereds församling i Göteborg, är en svensk före detta rappare från Hammarkullen i Göteborg.

## Biografi
Aden växte upp i Göteborgsförorten Hammarkullen. Han har somaliska rötter.
2017–2019 och 2021 samarbetade Aden med rapparen Asme, där de under gruppnamnet Aden x Asme släppte flera singlar och album tillsammans.
2020 släppte Aden sin debut-EP som soloartist, Kreaktiv, som debuterade på plats 22 på Sverigetopplistan.
Den 10 mars 2021 släppte Aden debutalbumet Ingen efter tolv. Albumet innehåller tio spår och gästades av B.Baby, Yasin, A36 och Simeon.
I juli 2022 släppte Aden sitt sista album Trauma X som också blev hans sista musikaliska släpp, på grund av religiösa skäl. Aden berättade i en intervju med Aftonbladet att han tog det beslutet för att han "måste lägga fokus på andra saker i livet".

## Diskografi

### Studioalbum
- 2020 – Kreaktiv (EP)
- 2021 – Ingen efter tolv
- 2022 – Trauma X